# Гараева, Алия Нургаяновна
Алия Нургаяновна Гараева (тат. Алия Нургаян кызы Гәрәева, Aliä Nurgayan qızı Gäräyeva; азерб. Aliyə Nurqayan qızı Qarayeva; род. 1 января 1988, Свердловск, РСФСР, СССР) — азербайджанская гимнастка, неоднократный призёр чемпионатов мира и Европы в личном и командном первенстве.

## Биография
По национальности — татарка. Её мать, Василина Ахатовна Гараева, является тренером. Подопечная заслуженного тренера России В.С. Пастуховой. До 2005 года Алия выступала за Россию. Представляет художественную гимнастику в индивидуальном и групповом первенствах. Студентка. Двукратная чемпионка Азербайджана 2006 года в отдельных видах. Бронзовый призёр Гран-при Москвы-2007 в многоборье и двух отдельных видах, 6-е место в многоборье на чемпионате Европы-2006 в Москве, победительница в упражнении с лентой и бронзовый призёр многоборья матчевой встречи Азербайджан-Россия, третий призёр международных турниров в России, Греции и Италии. В 2006 году заняла 4-е место на клубном чемпионате мира в Японии. В феврале 2007 года команда Алии Гараевой стала победительницей тура клубного чемпионата Италии. Замужем за азербайджанцем Джавидом Гаджиевым и 7 августа 2015 года она родила первого ребёнка, сына по имени Тимур. Второй ребёнок, сын по имени Эмиль, родился 13 октября 2018 года. В настоящее время они проживают во Франкфурте, Германия.

## Спортивные результаты
- 2006, Москва, Россия, Чемпионат Европы: Индивидуальное многоборье — 6 место, командное многоборье — 7 место.
- 2007, Патрас, Греция, Чемпионат мира: индивидуальное многоборье — 5 место (скакалка — 4 место, обруч — 4 место, булава — 5 место, лента — 6 место).
- 2007, Баку, Азербайджан, Чемпионат Европы: индивидуальное многоборье (скакалка — 1 место, лента — 4 место, обруч — 4 место, мяч — 5 место), командное многоборье — серебро.
- 2008, Пекин, Китай, Летние Олимпийские Игры: индивидуальное многоборье — 6 место, командное многоборье — 7 место.
- 2009, Исе, Япония, Чемпионат мира: индивидуальное многоборье — серебро (мяч), командное многоборье — бронза.
- 2010, Москва, Россия, Чемпионат мира: индивидуальные упражнения — три бронзы (обруч, мяч, лента), командное многоборье — бронза.
- 2010, Бремен, Германия, Чемпионат Европы, индивидуальное многоборье — бронза.
- 2011, Монпелье, Франция, Чемпионат мира: индивидуальное многоборье — бронза, командное многоборье — 4 место.
- 2011, Берлин, Германия, финал Гран-При по художественной гимнастике, две бронзы (обруч, мяч).
- 2012, Олимпиада, финал, 4 место. Завершила спортивную карьеру.